# Borsos István (főiskolai tanár)
Borsos István (Ászár, 1863. február 8. – Budapest, 1918. április 12.) református lelkész, főiskolai tanár, klasszika-filológus, könyvtáros, numizmatikus.

## Felmenői, családja
A Borsos család nemesi származásának igazolására, 1943-ban Borsos Endre közigazgatási bíró által indított eljárás nem járt sikerrel, ugyanis a Belügyminisztérium nem látta igazoltnak, azt a családi emlékezetben megmaradt eredettörténetet, miszerint a kérelmező abból a nemes Borsos családból származik, amely III. Ferdinánd magyar királytól 1646. október 1-én Zala vármegyében kapott címeres nemeslevelet és onnan Csajágra származott. A dokumentumok hiányara tekintettel a család eredete nem állapítható meg kétséget kizáróan, ugyanakkor a nemességvizsgálati eljárásban a család és más tanúk által megfogalmazott vallomások azt látszanak igazolni, hogy az a Csajágon honos nemes Borsos családból származik.
Borsos István a Komárom vármegyei Ászáron született 1863. február 8-án. Nagyapja, Borsos István (Kocs, 1798. december 26. – Nagysáp, 1880. december 19.) nagysápi református iskolamester. Édesapja, Borsos István (Nagysáp, 1840. június 25. – Nagysáp, 1891. március 14.) ászári, utóbb nagysápi református iskolamester, édesanyja nemes kocsi Sebestyén József és Tóth Julianna lánya, nemes kocsi Sebestyén Zsuzsanna. Szülei Kocson kötöttek házasságot 1860. december 11-én, házasságukból 15 gyermek született.
Testvérei:
- Borbála, nagysápi református elemi iskolai igazgatónő (Ászár, 1861. október 6.[4] – 1943. október 4.)[5]
- Zsuzsanna (Ászár, 1865. augusztus 15.[6] - Ászár, 1865. augusztus 15.)
- Jolán (Ászár, 1867. október 6.[7] – Nagysáp, 1890. július 16.) férje: Tordai János magyar királyi csendőrőrsvezető
- Dezső (Ászár, 1869. február 22.[8] – Szombathely, 1904. szeptember 4.)[9] felesége: Pápa, 1894. május 6.[10] Poór Irén Etelka
- Károly, a Mezőtúri Református Kollégium igazgatója (Vérteskethely, 1871. március 4.[11] – Debrecen, 1933. október 2.)[12][13] felesége: Pápa, 1897. július 14.[14] nemes perlaki Perlaky Izabella (Ella) (Pápa, 1873. november 30. – Mezőtúr, 1962.)
- Lenke Kornélia (Vérteskethely, 1872. augusztus 12.[15] – Debrecen, 1940. április 27.) férje: Mohácsy Bálint
- Endre (Nagysáp, 1874. január 30.[16] – Nagysáp, 1874. július 19.)
- Gizella (Nagysáp, 1875. április 22.[17] – Nagysáp, 1875. július 15.)
- Endre, közigazgatási bíró, a Közigazgatási Bíróság elnöke, lakásügyi kormánybiztos, a budai református egyházközség főgondnoka (Nagysáp, 1876. június 6.[18] – ) felesége: Schirkhuber Laura Vilma. Borsos Endre beszámolója szerint 1944. október 15-től ő és családja bújtatta Bajcsy-Zsilinszky Endrét.[19]
- Béla Lajos (Nagysáp, 1878. február 7.[20] – Nagysáp, 1878. július 16.)
- Béla Lajos, nagysápi főtanító, hősi halált halt gyalogos katona orosz hadifogságban (Nagysáp, 1879. június 6.[21] – Szovjetunió, 1919. november 11.) felesége: László Erzsébet
- Margit Irma (Nagysáp, 1881. március 22.[22] – Nagysáp, 1886. augusztus 20.)
- Ilona (Nagysáp, 1883. május 29.[23] – Budapest, 1962. január ) férje: Bossányi Iván
- Irma, tanító (Nagysáp, 1886. január 2.[24] – ) férje: Nagysáp, 1910. november 14. Tóth József tanító

Feleségét Tscheppen Olga Karolina Erzsébet Jozefát, Tscheppen Eduárd és Heberle Terézia Nagysápon 1888. december 20-án vette el. Házasságukból kilenc gyermek született.
Gyermekei:
- Irén Olga Erzsébet (Pápa, 1889. szeptember 28.[25] – Pápa, 1918. február 1.)
- Olga Mária (Pápa, 1891. április 17.[26] – ) férje: Pápa, 1914. november 5.[27] Barkász Károly (Liptószentmiklós, 1888. április 21. – Budapest, 1943. december 13.) a Pápai Református Kollégium főgimnáziumi tanár, zágrábi MÁV középiskolai tanár, később MÁV számtanácsos
- Lilla, okleveles tanítónő (Pápa, 1892. május 9.[28] – )
- István Tibor (Pápa, 1893. július 25.[29] – Pápa, 1902. október 25.)[30]
- Andor Károly (Pápa, 1895. február 5.[31] – Pápa, 1895. október 19.)[32]
- Jenő ( – Pápa, 1903. szeptember 18.)[33]
- Gyöngyi (Pápa, 1904. március 7. – ) férje: Budapest, 1925. szeptember 26.[34] Papy Béla (Hódmezővásárhely, 1902. június 25. – ) magánhivatalnok
- Erzsébet
- Kisgyermekként elhunyt fiú

## Tanulmányai
Elemi iskoláit részben Vérteskethelyen, részben Nagysápon végezte. Valószínű, hogy későbbi működésére nagy hatással volt, hogy úgy Ászár, mint az ahhoz közel fekvő Vérteskethely gyakori lelőhelye a római kori leleteknek. Algimnáziumi tanulmányait Nagykőrösön végezte 1874 őszétől, ahol nagybátyja, nemes kocsi Sebestyén Bálint tornatanára volt. Főgimnáziumi éveit 1878 és 1882 között a Pápai Református Kollégiumban töltötte. Teológiát 1882-től 1886-ig ugyancsak Pápán tanult. Diákévei alatt felelős szerkesztője volt a Pápai Ifjúsági Lapnak. A teológia elvégzése után négy féléven át a budapesti Királyi Magyar Tudományegyetemen klasszika-filológia előadásokat hallgatott és ez idő alatt a Magyar Nemzeti Múzeum könyvtárában dolgozott. Pulszky Ferenc múzeum igazgató felismerte tehetségét és mindenképpen arra akarta rávenni, hogy maradjon ott a Magyar Nemzeti Múzeumban, de Borsos István 1888 májusában a tanári alapvizsga letétele után visszatért Pápára. Időközben Tatán 1887. augusztus 8-án kápláni vizsgát tett.

## Munkássága
Borsos István 1888. június 6-ai kinevezése óta régi alma materének, a Pápai Református Kollégiumnak klasszika-filológia tanáraként oktatott, tisztségében 1892-ben ismét megerősítették. 1888. szeptember 16-án református lelkésszé szentelték a második lelkészi vizsga megszerzése után. 1896-ban rábízták a Főiskolai Régiségtár és Történet-Philologiai Múzeum kezelését. 1897 és 1918 között a Pápai Református Főiskolai Könyvtár igazgatója. Korszerű nyilvántartásokkal látta el, katalogizálta először a régiségtár 1899-ben, majd a könyvtárban található anyagot 1901-ben és 1912-ben. Az ő kezelése alatt a Pápai Református Kollégium könyvtára egyike lett hazánk legrendezettebb könyvtárainak. 1903-ban nyilvános könyvtárrá szervezte át az intézményt, majd 1912-ben átköltöztette az új kollégiumi épületbe. A Pápai Református Kollégium régiségtani és filológiai gyűjteményét is Borsos István rendezte. Elvégezte a Pápai Református Kollégiumi könyvtárhoz tartozó éremgyűjtemény rendszerezését és ennek eredményeként meg is jelent tollából a magyar és erdélyi, valamint a görög és római érmek szakszerű leírása 1909-ben és 1911-ben. Több történeti és egyéb mű szerzője, amelyek részben önállóan, részben egyházi és tudományos folyóiratokban jelentek meg. Számos pápai sajtóorgánumnak, többek között a Dunántúli Protestáns Lapnak 28 évig volt munkatársa. Oktatói évei alatt alapítványt hozott létre, amelynek kamataiból a Pápai Református Kollégium a latin nyelv tanulásában a legjobb eredményt elérő diákokat jutalmazta. A Borsos István által létrehozott alapítványt 1991-ben felélesztették.

## Halála
Orvosa 1918. április 9-én súlyos, esetleg műtétet igénylő vakbélgyulladást állapított meg nála, április 10-én éjjel utazott fel Budapestre, ahol megoperálták, de legyengült szervezete nem bírta ki a súlyos műtétet, és 1918. április 12-én reggel elhunyt. Április 17-én Pápán helyezték örök nyugalomra. Temetésén Rácz Kálmán tartott gyászbeszédet. Sírja a Pápai Alsóvárosi temetőben található.

## Művei
- Az aeropag eredete és szerepe az athéni államban Perikles koráig. Pápa, 1890.
- A pozsonyi rendkívüli törvényszék és a gályarabok története. Pápa, 1893.
- A pápai főiskola régiségtárának és történet-filológiai múzeumának katalógusa. Pápa, 1899.
- A pápai főiskolai könyvtár katalógusa és rövid története. 1-2. Köt. Pápa, 1901., 1912.
- A vízcsepp, a mely megtisztít. Budapest, 1908.
- A pápai főiskola éremgyűjteményének leírása. 1-2. Köt. Pápa, 1909., 1911.
- Kollégiumi történetek : rajzok és elbeszélések a diákéletből. Pápa, 1910.

## Származása
| Borsos István (Ászár, 1863. február 8.– Budapest, 1918. április 12.) református lelkész, főiskolai tanár, klasszika-filológus, könyvtáros, numizmatikus | Apja: Borsos István (Nagysáp, 1840. június 25. – Nagysáp, 1891. március 14.) ászári, utóbb nagysápi református iskolamester | Apai nagyapja: Borsos István (Kocs, 1798. december 26. – Nagysáp, 1880. december 19.) nagysápi református iskolamester | Apai nagyapai dédapja: Borsos István (Kocs, 1773. augusztus 17. – ?) |
| Borsos István (Ászár, 1863. február 8.– Budapest, 1918. április 12.) református lelkész, főiskolai tanár, klasszika-filológus, könyvtáros, numizmatikus | Apja: Borsos István (Nagysáp, 1840. június 25. – Nagysáp, 1891. március 14.) ászári, utóbb nagysápi református iskolamester | Apai nagyapja: Borsos István (Kocs, 1798. december 26. – Nagysáp, 1880. december 19.) nagysápi református iskolamester | Apai nagyapai dédanyja: Bácsai Zsuzsanna                             |
| Borsos István (Ászár, 1863. február 8.– Budapest, 1918. április 12.) református lelkész, főiskolai tanár, klasszika-filológus, könyvtáros, numizmatikus | Apja: Borsos István (Nagysáp, 1840. június 25. – Nagysáp, 1891. március 14.) ászári, utóbb nagysápi református iskolamester | Apai nagyanyja: nemes Bori Judit (Páty, 1807. június 21. – ?)                                                          | Apai nagyanyai dédapja: nemes Bori István                            |
| Borsos István (Ászár, 1863. február 8.– Budapest, 1918. április 12.) református lelkész, főiskolai tanár, klasszika-filológus, könyvtáros, numizmatikus | Apja: Borsos István (Nagysáp, 1840. június 25. – Nagysáp, 1891. március 14.) ászári, utóbb nagysápi református iskolamester | Apai nagyanyja: nemes Bori Judit (Páty, 1807. június 21. – ?)                                                          | Apai nagyanyai dédanyja: Árki Judit                                  |
| Borsos István (Ászár, 1863. február 8.– Budapest, 1918. április 12.) református lelkész, főiskolai tanár, klasszika-filológus, könyvtáros, numizmatikus | Anyja: nemes kocsi Sebestyén Zsuzsanna (Kocs, 1840. július 26. – Nagysáp, 1922. február 7.)                                 | Anyai nagyapja: nemes kocsi Sebestyén József                                                                           | Anyai nagyapai dédapja:                                              |
| Borsos István (Ászár, 1863. február 8.– Budapest, 1918. április 12.) református lelkész, főiskolai tanár, klasszika-filológus, könyvtáros, numizmatikus | Anyja: nemes kocsi Sebestyén Zsuzsanna (Kocs, 1840. július 26. – Nagysáp, 1922. február 7.)                                 | Anyai nagyapja: nemes kocsi Sebestyén József                                                                           | Anyai nagyapai dédanyja:                                             |
| Borsos István (Ászár, 1863. február 8.– Budapest, 1918. április 12.) református lelkész, főiskolai tanár, klasszika-filológus, könyvtáros, numizmatikus | Anyja: nemes kocsi Sebestyén Zsuzsanna (Kocs, 1840. július 26. – Nagysáp, 1922. február 7.)                                 | Anyai nagyanyja: Tóth Julianna                                                                                         | Anyai nagyanyai dédapja:                                             |
| Borsos István (Ászár, 1863. február 8.– Budapest, 1918. április 12.) református lelkész, főiskolai tanár, klasszika-filológus, könyvtáros, numizmatikus | Anyja: nemes kocsi Sebestyén Zsuzsanna (Kocs, 1840. július 26. – Nagysáp, 1922. február 7.)                                 | Anyai nagyanyja: Tóth Julianna                                                                                         | Anyai nagyanyai dédanyja:                                            |